# 18. stoljeće
◄ | 1. tisućljeće | 2. tisućljeće | 3. tisućljeće | ►
◄ | 16. stoljeće | 17. stoljeće | 18. stoljeće | 19. stoljeće | 20. stoljeće | ►
1700-ih | 1710-ih | 1720-ih | 1730-ih | 1740-ih | 1750-ih | 1760-ih | 1770-ih | 1780-ih | 1790-ih
18. stoljeće je je razdoblje od 1701. do  1800. godine.

## Glavni događaji i razvoji
- 1707. - Osnutak Kraljevstva Velike Britanije
- 1756.-1763. - Sedmogodišnji rat
- 1772.-1795. - Tri podjele Poljske
- 1789. - Francuska revolucija
- Američka revolucija: deklaracija nezavisnosti 1776. i Ustav 1789.

## Osobe
- Kraljica Kaneʻalai

### Važni mislioci
- Benjamin Franklin
- Immanuel Kant

## Izumi i otkrića
- 1712. - Thomas Newcomen konstruirao parni stroj.
- 1714. - Gabriel Fahrenheit usavršio termometar.
- 1783. - Braća Montgolfier izvode prvi let balonom na vrući zrak.
- 1784. - James Watt patentirao parnu lokomotivu.
- 1799. - Alessandro Volta izumio bateriju.